# Міхалово (станція метро)
53°52′36″ пн. ш. 27°29′49″ сх. д. / 53.87667° пн. ш. 27.49694° сх. д.
Міхало́во (біл. Міхало́ва) — станція Мінського метрополітену Московської лінії. Розташована між станціями «Грушівка» і «Петрівщина». Відкрита 7 листопада 2012 року у складі четвертої черги Московської лінії.

## Конструкція станції
Колонна трипрогінна мілкого закладення з однією острівною платформою.

## Колійний розвиток
Станція без колійного розвитку.

## Назва
Станція отримала назву на честь колишнього села Міхалово.

## Оздоблення
Мотиви оформлення - тема холодного заходу, матеріали інтер'єру - мармур, граніт, нержавіюча сталь.

## Виходи
Станція розташована на перехресті проспекту Дзержинського і вул. Гурського.

## Пересадки на громадський транспорт
- Автобусні маршрути: 57, 74с, 84, 90, 118с, 166, 196
- Тролейбусні маршрути: 8, 10, 31, 36, 39, 40, 47, 53, 63